# فرانك بويدن
فرانك بويدن هو سياسي أمريكي، ولد في 1879 في فوكسبورو في الولايات المتحدة، وتوفي في 1972.